# Ljubav je na selu
Ljubav je na selu hrvatska je reality emisija koja se od 2008. godine prikazuje na programu RTL-a. Izrađena je po uzoru na britansku emisiju Farmer Wants a Wife te prati farmere i farmerice koji su u potrazi za ljubavnim partnerima.
Prikazavši preko 300 epizoda kroz 17 sezona, Ljubav je na selu najduža je hrvatska reality emisija. Kroz svoj je tijek postizala znatnu gledanost,  a njezini su sudionici često zapažani u medijima i na društvenim mrežama. Emisija je zaradila tri nominacije za Zlatni studio u kategoriji najboljeg reality showa, 2021., 2022. i 2024. godine.
Emisija je obnovljena za sedamnaestu sezonu.

## Format
U emisiju se prijavljuju farmeri i farmerice s ruralnih područja Hrvatske koji kroz emisiju žele pronaći svog ljubavnog partnera ili partnericu. Farmeri i farmerice obično predstavljaju sebe i svoje imanje u premjernoj epizode svake sezone, a zainteresirani gledatelji i gledateljice im mogu poslati pisma. Oni farmeri koji dobe najveći broj pisama, prolaze u sljedeći krug emisije gdje se pred kamerama upoznaju s kandidatima koji su im poslali pisma, a neke od njih i ugoste na svojoj farmi. Farmeri kroz sezonu eliminiraju kandidate s kojima ne osjećaju kompatibilnost te na kraju odabiru jednog kandidata ili kandidatkinju koja im se najviše sviđa. S odabranim kandidatom obično odlaze na romantično putovanje.

## Voditeljice
Voditeljice predstavljaju natjecatelje, donose im pisma i usmjeravaju ih te su u ulozi naratorice emisije. Kroz svojih šesnaest sezona, emisija je imala sljedeće voditeljice:
| Godine        | Sezone    | Voditeljica      |
| ------------- | --------- | ---------------- |
| 2009. – 2010. | 1. – 2.   | Lorena Nosić     |
| 2011. – 2020. | 3. – 12.  | Marijana Batinić |
| 2021. – danas | 13. – 17. | Anita Martinović |

## Pregled emisije
Svaka sezona započinje premijernom epizodom u kojoj se predstavljaju farmeri i i farmerice. Nakon epizode se otvaraju prijave, tokom kojih zainteresirani gledatelji i gledateljice šalju svoja pisma. Prikazivanje sezone obično započinje nekoliko mjeseci nakon prijava. 
| Sezona | Sezona | Epizode | Originalno emitiranje    | Originalno emitiranje | Originalno emitiranje |
| Sezona | Sezona | Epizode | Predstavljanje kandidata | Premijera             | Finale                |
| ------ | ------ | ------- | ------------------------ | --------------------- | --------------------- |
|        | 1.     | 12      | 4. rujna 2008.           | 15. siječnja 2009.    | 14. travnja 2009.     |
|        | 2.     | 14      | 10. rujna 2009.          | 3. travnja 2010.      | 22. lipnja 2010.      |
|        | 3.     | 14      | 29. svibnja 2011.        | 22. siječnja 2012.    | 8. travnja 2012.      |
|        | 4.     | 14      | 8. srpnja 2012.          | 10. veljače 2013.     | 3. svibnja 2013.      |
|        | 5.     | 12      | 20. srpnja 2014.         | 2. listopada 2014.    | 14. prosinca 2014.    |
|        | 6.     | 14      | 5. lipnja 2015.          | 27. veljače 2016.     | 23. ožujka 2016.      |
|        | 7.     | 25      | 3. lipnja 2016.          | 3. listopada 2016.    | 29. studenog 2016.    |
|        | 8.     | 25      | 15. svibnja 2017.        | 10. rujna 2017.       | 1. studenog 2017.     |
|        | 9.     | 28      | 4. siječnja 2018.        | 1. travnja 2018.      | 31. svibnja 2018.     |
|        | 10.    | 25      | 11. lipnja 2018.         | 3. veljače 2019.      | 13. ožujka 2019.      |
|        | 11.    | 25      | 14. ožujka 2019.         | 8. rujna 2019.        | 17. listopada 2019.   |
|        | 12.    | 25      | 1. svibnja 2019.         | 9. veljače 2020.      | 18. ožujka 2020.      |
|        | 13.    | 25      | 28. lipnja 2020.         | 11. travnja 2021.     | 31. svibnja 2021.     |
|        | 14.    | 25      | 1. lipnja 2021.          | 8. svibnja 2022.      | 9. lipnja 2022.       |
|        | 15.    | 25      | 10. lipnja 2022.         | 14. ožujka 2023.      | 14. travnja 2023.     |
|        | 16.    | 42      | 17. lipnja 2023.         | 6. rujna 2023.        | 8. prosinca 2023.     |
|        | 17.    | 45      | 22. svibnja 2024.        | 9. rujna 2024.        | 20. prosinca 2024.    |
|        | 18.    | n.p.    | n.p.                     | n.p.                  | n.p.                  |

## Uspjeh emisije
Emisija je tokom dugogodišnjeg emitiranja nebrojno puta uspjela obaviti svoj glavni zadatak, a to je pomoći ljudima pronaći svoje ljubavne partnere. Zahvaljujući tome što su se upoznali putem emisije, petnaest parova stupilo je u brak do 2021. godine, a rodilo se i osamnaestero djece. Bivša voditeljica emisije Marijana Batinić je 2016. godine od Udruge Dalmatinski Samci dobila zahvalnicu za doprinos demografskoj obnovi Hrvatske.

### Specijali
Uz redovne sezone, emitiralo se i nekoliko specijalnih izdanja emisije koja su prikazivala život kandidata nakon njihovog sudjelovanja u emisiji.
| Naslov                                 | Epizode | Premijera         | Finale            | Opis |
| -------------------------------------- | ------- | ----------------- | ----------------- | --- |
| Specijal - vjenčanje                   | 1       | 14. veljače 2012. | 14. veljače 2012. | Uspješne ljubavne priče kandidata prvih triju sezona emisije.                                            |
| Specijal 10. sezona                    | 4       | 18. ožujka 2019.  | 21. ožujka 2019.  | Specijal povodom prikazivanja desete sezone koji prikazuje brojne poznate kandidate iz proteklih sezona. |
| Moja karijera, moja atmosfera by Bahra | 3       | 19. svibnja 2021. | 21. svibnja 2021. | Intervju s Bahrom Zahirović, popularnom kandidatkinjom iz emisije.                                       |

### Nagrade i nominacije
| Nagrada       | Godina | Kategorija            | Rezultat   | Izvori |
| ------------- | ------ | --------------------- | ---------- | ------ |
| Zlatni studio | 2021.  | Najbolji reality show | nominacija | [ 7 ]  |
| Zlatni studio | 2022.  | Najbolji reality show | nominacija |        |
| Zlatni studio | 2024.  | Najbolji reality show | nominacija | [ 8 ]  |

## Lokacije
Emisija se snima na imanjima farmera diljem Hrvatske. Jedanaesta sezona, poznata kao međunarodna sezona, posebna je po tome što kao natjecatelji sudjelovali Hrvati iz raznih dijelova svijeta pa se tako snimanje odvijalo u Australiji, Čileu, Ekvadoru, Kanadi i Njemačkoj.
Predstavljanje kandidata 14. sezone snimljeno je u Dvorcu Trakošćan.

## Vanjske poveznice

### Službene stranice
- rtl.hr  Arhivirana inačica izvorne stranice od 14. travnja 2021. (Wayback Machine)
- Facebook